# 李實 (弘治進士)
李實（1449年—1508年），字若虛，四川保寧府巴縣人，軍籍，明朝政治人物。

## 生平
四川鄉試第四十六名舉人。弘治六年（1493年）中式癸丑科三甲第六名進士。

## 家族
曾祖李世安；祖父李海，曾任羅次縣知縣；父李敬，母徐氏，兄李贞，子李蒙泉，遇例冠帶。